# ScreenX

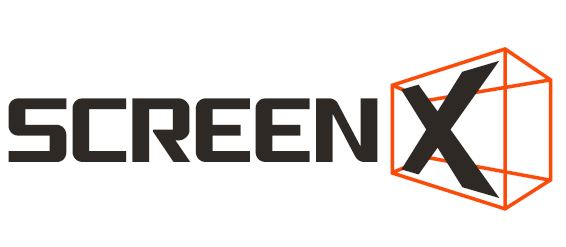
스크린X 로고

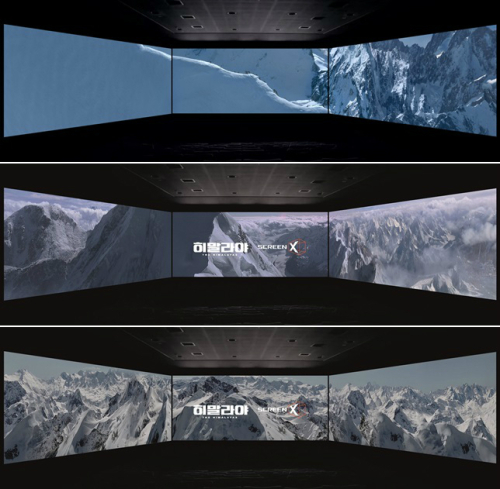
ScreenX 로 상영된 영화 히말라야

스크린X(영어: ScreenX)는 CGV와 KAIST가 공동 개발한 프리미엄 상영관이며, 전면 스크린을 넘어 양쪽 벽면까지 3면을 스크린으로 활용하는 세계 최초 미래형 다면 상영관을 표방한다. 종래 영화 상영관과 비교할 때 전면 스크린의 한계를 뛰어넘어 확장된 스토리텔링과 다양한 연출 시도를 가능하게 할 것이라 기대하고 있다. 지금까지 영화관은 하나의 스크린만으로 제한된 영상을 보여줬다면 스크린X는 좌·우 면을 추가해 폭넓은 영상과 시각특수효과를 통해 더욱 입체적인 영상을 제공한다.
라이언 쿠글러 감독의 블랙 팬서, 페이튼 리드 감독의 앤트맨과 와스프 등 할리우드 영화계의 주목 받는 감독들의 영화가 2018년 잇따라 스크린X로 개봉하며 PLF 이후 가장 혁신적인 프리미엄 상영관으로 글로벌 영화계의 관심을 받고 있다. 최근 개봉한 앤트맨과 와스프의 페이튼 리드 감독은 인터뷰를 통해 영화 앤트맨과 와스프의 완벽한 현장감을 스크린X로 더 크게 즐기라고 추천하기도 했다.
스크린X의 장점 중 하나는 마치 파노라마와 같이 양 사이드 스크린에 펼쳐지는 화려한 영상미를 즐길 수 있다는 것이다. 또한 스크린이 삼면으로 펼쳐지기 때문에 영화 안에 있다는 느낌을 주며, 별도의 장비 없이 입체감이 느껴지기 때문에 관객들을 매료시키고 있다.
샌 안드레아스, 블랙 팬서 등을 작업한 VFX 프로듀서인 랜디 스타는 "스크린X는 극장을 찾은 관객에서 새로운 경험을 주는 훌륭한 기술"이라며 "10년 전 3D로 개봉돼 큰 인기를 얻은 아바타처럼 스크린X도 현재 그 자리에 있는 신기술이고 시간이 지나면서 영화산업을 이끄는 트렌드로 자리할 것으로 예상한다"고 평가했다.

## 개요
스크린X는 2012년 3월 컨셉 개발을 시작으로 7월 KAIST와 공동 개발 계약을 맺고 10월 CGV 여의도에서 디아지오 코리아 로비 광고로 처음 선보였다. 그 후 11월 CGV 여의도 전관에 스크린X가 설치되었고, 12월 '다면상영시스템' 특허 심사가 통과되면서 광고 쇼케이스를 개최하여 처음 공개되었다.
2012년을 시작으로 2013년부터는 스크린X를 활용한 광고와 영화에 대한 여러 시도가 이루어졌다. 초기에는 다면 영상의 신선함과 강점을 활용하여 여러 업체들과의 극장 광고 시도가 주를 이루었다. 2013년 12월에는 CGV 청담씨네시티 기아시네마에 기아자동차 'Evolution of Mobility' 광고를 하기도 하였고, 2014년 6월에는 나이키 'Risk Everything' 광고에서 축구 경기를 스크린X에 담아내기도 하였다.
그 가운데 2013년 부산국제영화제에서는 더 엑스를 통해 최초의 스크린X 영화가 공개되었고, 2015년 본격적으로 차이나타운, 오디세오, 검은 사제들, 히말라야가 스크린X로 개봉하였고, 중국 로컬 영화인 모진: 더 로스트 레전드가 중국 최초로 스크린X로 개봉했다. 2017년 2월에는 최초로 할리우드에 진출, 장이모우 감독의 대작 <그레이트 월>을 한국, 일본, 터키에 스크린X로 선보였다. 2018년 2월 <블랙 팬서>를 시작으로 2018년 7월 <앤트맨과 와스프>까지 할리우드의 마블 스튜디오(Marvel Studio)와의 협업을 통해 더욱 다양한 작품을 스크린X로 만날 수 있게 됐다.
스크린X는 2018년 7월 23일 기준 CGV 여의도, 홍대 등 국내 50개 극장에 83개관이 있고, 프랑스, 스위스, 미국, 중국, 일본, 베트남, 인도네시아, 태국, 터키 포함 총 10개국에 진출했다.
특히 2018년 시네유럽(CineEurope)에서 글로벌 2위 극장사인 시네월드 그룹(Cineworld Group)이 유럽 및 미국 시장 진출을 위해 스크린X 최대 100개관을 오픈할 것을 발표하기도 했다.
2018년 7월 18일에는 프랑스의 극장사 파테(Pathe)와의 파트너십을 통해 프랑스 최초의 스크린X 상영관이 파테 라 빌레트(Pathé La Villette) 극장에 문을 열었다.

## 스크린X에 대한 영화계 평가
더 엑스를 연출한 김지운 감독의 말에 따르면 "기존의 프레임에서 해방된 느낌이다."고 한다. 또한 검은 사제들의 장재현 감독은 "짜릿하다"고 스크린X를 활용한 소감을 밝혔다. 검은 사제들에서는 총 108분의 러닝타임 중 25분의 시간이 스크린X 버전으로 상영되었다.
마블 스튜디오의 빅토리아 알론소 프로덕션/VFX 총괄은 "영화 블랙 팬서의 와칸다 신과 부산 카 체이싱 신을 3면 스크린으로 보는 건 정말 신세계였다. 관객들에게 앤트맨과 와스프의 변화무쌍하고 기존보다 더 큰 포맷으로 선보이게 돼 기대된다"고 했다.
2018년 3월 개봉한 곤지암의 정범식 감독은 "공간의 폐쇄성 등이 강조되어 체험공포를 제대로 느낄 수 있고 감독의 의도를 살릴 수 있는 포맷이 스크린X”며“공포 영화에 최적화된 것이 아닌가 생각했다”고 말했다.
2018년 스크린X 개봉을 앞둔 애니메이션 언더독의 오성윤 감독은 2018년 부천판타스틱국제영화제 자리를 빌어“스크린X는 단순히 좌우 화면을 넓히는 것이 아니라 굉장히 연출적인 감각과 감성이 들어가야 한다. (중략) ‘언더독'은 주인공이 자기의 본성을 조금씩 깨달아가면서 점점 경계를 넘어가서 큰 공간으로 계속 확장되는 영화다. 스크린X의 확장되는 의미가 저희 영화와 내용적으로 잘 맞는다”고 밝혔다.
스크린X는 기존 중앙 1면 스크린을 활용하는 방식을 벗어나 상영관 좌우 벽면까지 3면을 스크린화하여 상영하는 방식이기 때문에 한 화면을 보고 있더라도 좌우 2개의 벽면을 통해서 화면을 확장할 수 있고(파노라마), 완전히 다른 와이드 화면을 동시에 구현할 수 있으며(분할 화면), 상영관 내의 'ㄷ'자 각도를 이용해 새로운 공간을 형성할 수 있는 것으로 평가받고 있다. 또한 스크린X 영화에 대해서는 넓은 시야와 입체감 있는 영상이 몰입감을 높여준다는 평가도 있다. 특히, 한국영화아카데미에서 제작한 단편영화 엄마에서는 자연 풍광이 3면의 스크린에 담겨 스크린X의 가능성을 보여주기도 하였다. 한편, 스크린X 역시 일반 상영관과 마찬가지로 좌석에 따라 몰입도의 차이가 있을 수 있다는 평가도 있다.
지금까지 스크린X를 활용하기 위한 촬영에는 좌우 광각을 효과적으로 담아낼 수 있는 아나몰픽렌즈(35, 50mm)를 사용해 가운데 화면과 양측 화면이 왜곡 없이 자연스럽게 이어질 수 있도록 촬영하는 것이 활용되고 있다.

## 스크린X 상영작
스크린X는 국내 뿐 아니라 미국, 일본, 중국, 유럽 등 해외의 여러 스튜디오와 협업하여 매년 다양한 작품을 선보이고 있다. 최근 할리우드의 워너브라더스(Warner Brothers)와의 협업을 통해 아쿠아맨, 샤잠!, 더 넌을 포함한 5편의 작품을 스크린X로 개봉하기로 계약하기도 했다.
- 2013년 더 엑스 (부산국제영화제 상영)
- 2015.05 차이나타운 (스크린X 최초의 상업영화)
- 2015.10 검은 사제들
- 2015.10 오디세오 (스크린X 최초의 얼터너티브 콘텐츠)
- 2015.12 히말라야
- 2015.12 모진: 더 로스트 레전드 (스크린X 최초의 중국 영화)
- 2016.02 번개맨
- 2016.06 BIGBANG MADE
- 2016.07 부산행
- 2016.08 인천상륙작전
- 2016.09 고산자, 대동여지도
- 2017.02 그레이트 월 (스크린X 최초의 할리우드 영화)
- 2017.05 킹 아서: 제왕의 검
- 2017.06 캐리비안의 해적: 죽은 자는 말이 없다
- 2017.07 군함도
- 2017.08 장산범
- 2017.09 킹스맨: 골든서클
- 2017.12 뽀로로 극장판: 공룡섬 대모험
- 2018.01 젝스키스 에이틴
- 2018.01 염력
- 2018.02 블랙 팬서
- 2018.03 곤지암
- 2018.04 램페이지
- 2018.07 앤트맨과 와스프
- 2018.08 메가로돈
- 2018.09 더 넌
- 2018.11 보헤미안 랩소디
- 2018.11 신비한 동물들과 그린델왈드의 범죄
- 2018.12 트와이스랜드
- 2018.12 아쿠아맨
- 2019.01 언더독
- 2019.02 알리타: 배틀 엔젤
- 2019.03 캡틴 마블
- 2019.04 샤잠!
- 2019.04 요로나의 저주
- 2019.05 명탐정 피카츄
- 2019.05 고질라: 킹 오브 몬스터
- 2019.06 애나벨 집으로
- 2019.07 스파이더맨: 파 프롬 홈
- 2019.09 그것: 두번째 이야기
- 2019.10 제미니 맨
- 2019.10 말레피센트2
- 2019.12 포드 V 페라리
- 2020.01 나쁜 녀석들: 포에버
- 2020.02 버즈 오브 프레이: 할리퀸의 황홀한 해방
- 2020.06 아이즈 온 미: 더 무비
- 2020.07 반도
- 2020.09 뮬란
- 2020.12 원더우먼 1984
- 2021.01 토이솔져스: 가짜사나이2 더 컴플리트
- 2021.07 블랙 위도우
- 2021.07 모가디슈
- 2021.08 블랙핑크 더 무비
- 2021.08 귀문
- 2021.09 007 노 타임 투 다이
- 2021.10 베놈2: 렛 데어 비 카니지
- 2021.12 고스트버스터즈 라이즈
- 2021.12 몬스타엑스: 더 드리밍
- 2021.12 스파이더맨: 노 웨이 홈
- 2022.02 언차티드
- 2022.03 더 배트맨
- 2022.03 모비우스
- 2022.04 세븐틴 파워 오브 러브 : 더 무비
- 2022.04 신비한 동물들과 덤블도어의 비밀
- 2022.05 닥터 스트레인지: 대혼돈의 멀티버스
- 2022.06 탑 건: 매버릭

## 스크린X 해외진출
스크린X는 최근 프랑스 파리와 스위스 취리히에 연이어 진출하며, 해외에서도 팬덤을 형성해 가고 있다.
- 2014년 6월 1일 미국 CGV LA마당에 스크린X관 오픈
- 2017년 6월 30일 일본 United Cinemas의 Tokyo Odaiba 사이트에 일본 최초 스크린X관 오픈[13]
- 2018년 7월 11일 미국 B&B Liberty12 사이트에 전 세계 최대 사이즈의 스크린X관 오픈[14]
- 2018년 7월 17일 프랑스 Pathe의 Pathé La Villette 사이트에 프랑스 최초 스크린X관 오픈
- 2018년 7월 17일 스위스 Arena Cinemas의 Fribourg, Geneva 2개 사이트에 스위스 최초 스크린X관 오픈[15]

## 대한민국에 있는 스크린엑스 상영관
현재 대한민국에는 2018년 7월 23일 기준 CGV여의도, 홍대를 포함하여 전국 50개 극장 83개 상영관에 스크린X 상영관이 설치되어 있으며, 미국, 프랑스, 스위스, 일본, 중국, 태국, 인도네시아, 터키, 베트남에도 진출하였다.

## 연혁
- 2012 03 컨셉개발
  - 07 KAIST와 공동 개발 계약
  - 10 디아지오 코리아 로비 광고 (CGV여의도)
  - 11 CGV 여의도 전관 스크린엑스 설치
  - 12 스크린엑스 광고 쇼케이스 개최, '다면상영시스템'특허 심사 통과
- 2013 01 MFBTY(타이거 JK, 윤미래, Bizzy) 뮤직비디오 쇼케이스, 레드불 'Gennie' 광고 2편
  - 02 스크린엑스 단편영화 크랭크인 (감독: 김지운 / 출연: 강동원, 신민아, 이솜), 기아자동차 'Evolution of Mobility' 광고(CGV 청담씨네시티 기아관)
  - 03 영화 타워 하이라이트 영상 제작
  - 04 스크린엑스 브릿지 오픈(CGV 중계)
  - 06 로이킴 뮤직비디오 티저, 영화 더 웹툰: 예고살인 예고편
  - 07 스크린엑스 브릿지 영화 설국열차 프로모션, 영화 설국열차 예고편
  - 09 스크린엑스 브릿지 오리지널 콘텐츠 'VINGO'
  - 10 영화 더 엑스 부산국제영화제 갈라 프레젠테이션 상영
  - 12 스크린엑스 브릿지 겨울 콘텐츠, Sky Gallery 오픈(CGV 영등포), 기아자동차 'Evolution of Mobility' 광고
- 2014 02 미국 'Multi-projection system' 특허 등록 완료
  - 03 JTBC '밀회' 광고, 스크린엑스 브릿지 '우아한 거짓말'
  - 04 영화 더 엑스 전국 시사 진행(서울 외 10개 지역)
  - 05 영화 엑스맨: 데이즈 오브 퓨처 패스트 예고편
  - 06 NIKE 'Risk Everything' 광고
  - 07 스크린엑스 브릿지 영화 명량 프로모션
  - 10 CGV 홍대 스크린엑스 오픈
  - 11 CGV 홍대 VIM Project: 제 1회 아티스트 Studio Shelter 미디어 감상회
- 2015 01 CGV 홍대 VIM Project: 제 3회 아티스트 Earth Design Works 미디어 감상회
  - 04 CinemaCon2015: 스크린엑스 Special Screenings in AMC, Las Vegas 참가
  - 05 영화 차이나타운 스크린엑스 개봉
  - 06 동방신기 콘서트 <TVXQ! SPECIAL LIVE TOUR – T1ST0RY_&…! – Surround Viewing> 스크린엑스 생중계
  - 08 북경국제방송영화TV설비전시회(BIRTV) 스크린엑스 출품
  - 10 영화 오디세오 스크린엑스 개봉
  - 11 영화 검은 사제들 스크린엑스 개봉
  - 12 영화 히말라야 스크린엑스 개봉
- 2016 02 영화 번개맨 스크린엑스 개봉
  - 06 영화 BIGBANG MADE 스크린엑스 개봉 예정
- 2018 01 영화 젝스키스 에이틴 개봉
- 2020 07 가우디오랩과 협업해 Spatial Audio 기능을 탑재한 이후 영화 <반도>에 첫 적용

| 시설             | 위치                                                       | 상영관                                | 비고 |
| ---------------- | ---------------------------------------------------------- | ------------------------------------- | ---- |
| CGV 여의도       | 서울특별시 영등포구 국제금융로 10, 지하3층(여의도동)       | 1, 2, 3, 4, 5, 7, 8, 9관              |      |
| CGV 강남         | 서울특별시 강남구 강남대로 438 (역삼동)                    | 1, 2, 3, 4, 5, 6관                    | 전관 |
| CGV 청담씨네시티 | 서울특별시 강남구 도산대로 323 (신사동)                    | 비츠바이닥터드레 1, 2관, 기아시네마관 |      |
| CGV 강변         | 서울특별시 광진구 광나루로56길 85 (구의동)                 | 6 관                                  |      |
| CGV 상암         | 서울특별시 마포구 월드컵로 240, 1층(성산동)                | 6 관                                  |      |
| CGV 목동         | 서울특별시 양천구 목동로 257, 지하2층(목동)                | 3, 8관                                |      |
| CGV 영등포       | 서울시 영등포구 영산로 15, 4층 (영등포동)                  | 6, 7관                                |      |
| CGV 왕십리       | 서울특별시 성동구 왕십리광장로 17, 5층(행당동)             | 4, 7관                                |      |
| CGV 용산         | 서울특별시 용산구 한강대로23길 55, 6층(이촌동)             | 2, 9관                                |      |
| CGV 일산         | 경기도 고양시 일산동구 정발산로 24 (장항동)                | 1, 5관                                |      |
| CGV 천안펜타포트 | 충청남도 천안시 서북구 공원로 196, 5층(불당동)             | 8관                                   |      |
| CGV 중계         | 서울특별시 노원구 동일로204가길 12, 8층(중계동)            | 2, 4관                                |      |
| CGV 울산삼산     | 울산광역시 남구 화합로 185, 5층(삼산동)                    | 1관                                   |      |
| CGV 신촌아트레온 | 서울특별시 서대문구 신촌로 129 , 2층(창천동)               | 4관                                   |      |
| CGV 센텀시티     | 부산광역시 해운대구 센텀남대로 35, 7층(우동)               | 2, 3관                                |      |
| CGV 부천         | 경기도 부천시 원미구 길주로 180, 5층(중동)                 | 2, 8관                                |      |
| CGV 구로         | 서울특별시 구로구 구로중앙로 152 (구로동)                  | 1, 8관                                |      |
| CGV 오리         | 경기도 성남시 분당구 탄천상로151번길 20 (구미동)           | 6관                                   |      |
| CGV 춘천         | 강원특별자치도 춘천시 지석로 80, 3층~8층(퇴계동)           | 5, 10관                               |      |
| CGV 창원더시티   | 경상남도 창원시 원이대로 332(두대동)                       | 6관                                   |      |
| CGV 광주터미널   | 광주광역시 서구 무진대로 904, 2층~6층(광천동)              | 4관                                   |      |
| CGV 강릉         | 강원특별자치도 강릉시 경강로 2120, 6층~8층(옥천동)         | 8관                                   |      |
| CGV 인천         | 인천광역시 남동구 예술로 198, 4층(구월동)                  | 2, 13관                               |      |
| CGV 수원         | 경기도 수원시 팔달구 덕영대로 924, 6층(매산로1가)          | 4, 6관                                |      |
| CGV 판교         | 경기도 성남시 분당구 백현동 현대백화점 5층                 | 2관                                   |      |
| CGV 천호         | 서울시 강동구 양재대로 1571번지 홈플러스 4층               | 2관                                   |      |
| CGV 대전         | 대전광역시 중구 계백로 1700, 6층(문화동)                   | 4관                                   |      |
| CGV 대전터미널   | 대전광역시 동구 동서대로 1689, 3층(용전동)                 | 2관                                   |      |
| CGV 평택         | 경기도 평택시 평택로 51, 8층(평택동)                       | 4관                                   |      |
| CGV 동수원       | 경기도 수원시 팔달구 권광로 181, 7층 (인계동)              | 3관                                   |      |
| CGV 죽전         | 경기도 용인시 수지구 포은대로 536, 8층(죽전동)             | 5, 6관                                |      |
| CGV 대구         | 대구광역시 중구 국채보상로 585, 5층~9층(사일동)            | 2관                                   |      |
| CGV 의정부       | 경기도 의정부시 평화로 525, 10층(의정부동)                 | 7관                                   |      |
| CGV 송파         | 서울특별시 송파구 충민로 66, 10층(문정동)                  | 1관                                   |      |
| CGV 홍대         | 서울특별시 마포구 양화로 153 (동교동) 4층                  | 1, 3, 5관                             |      |
| CGV 동탄         | 경기도 화성시 동탄중앙로 220, 3층(반송동)                  | 3, 6관                                |      |
| CGV 김해         | 경상남도 김해시 내외중앙로 137, 4층(내동)                  | 9관                                   |      |
| CGV 원주         | 강원특별자치도 원주시 서원대로 171, 7층(단계동)            | 4관                                   |      |
| CGV 동래         | 부산광역시 동래구 중앙대로 1523, 6층(온천동)               | 6관                                   |      |
| CGV 평촌         | 경기도 안양시 동안구 관평로170번길 33, 8층(관양동)         | 3, 7관                                |      |
| CGV 광주상무     | 광주광역시 서구 시청로 67(치평동, 6층)                     | 3관                                   |      |
| CGV 부천역       | 경기도 부천시 원미구 부일로 460(심곡동, 시네마존 6층~11층) | 4관                                   |      |
| CGV 포항         | 경상북도 포항시 남구 중흥로 77, 7층(상도동)                | 1관                                   |      |
| CGV 계양         | 인천광역시 계양구 장제로 738, 8층(작전동)                  | 1관                                   |      |
| CGV 서면         | 부산광역시 부산진구 동천로 4, 6층(전포동)                  | 2관                                   |      |
| CGV 전주효자     | 전라북도 전주시 완산구 효자동 1가 434 Mall of Hyoja 2층    | 4관                                   |      |

## 같이 보기
- 4DX
- 삼성 오닉스(Samsung Onyx) - 시네마LED